# Vagn Lundsgaard Hansen
Vagn Lundsgaard Hansen (født 27. september 1940 i Vejle) er en internationalt anerkendt dansk matematiker og professor ved Danmarks Tekniske Universitet.

## Uddannelse
Han er student fra Vejle Gymnasium i 1960. I 1966 blev han kandidat (cand.scient.) i matematik og fysik fra Aarhus Universitet, og i 1972 erhvervede han doktorgraden (PhD) i matematik ved University of Warwick, England med disputatsen Contributions to the Homotopy Theory of Mapping Spaces.

## Karriere
Han var ansat som kandidatinstruktor i matematik ved Aarhus Universitet 1966-67 og dernæst amanuensis og lektor samme sted 1967-69. Efter et studieophold ved University of Warwick, Coventry, England i årene 1969-72, blev han ansat som lektor i matematik ved Københavns Universitet i 1972. I 1980 blev han udnævnt til professor i matematik ved Danmarks Tekniske Universitet; professor emeritus 2010. I perioden 2005-08 var han desuden ansat som Scientific Director ved LearningLab DTU. Han var visiting professor (efteråret 1986), ved University of Maryland, College Park, Maryland.

## Forskning
Vagn Lundsgaard Hansen er forfatter til talrige videnskabelige arbejder i emnerne topologi, geometri og global analyse. Han er også forfatter til flere bøger både videnskabelige monografier, som Braids and Coverings, Cambridge University Press (1989), lærebøger, som Fundamental Concepts in Modern Analysis, World Scientific Publishing (1999), og bøger for et generelt publikum, eksempelvis Den geometriske dimension (1989) og Matematikkens Uendelige Univers (2002).

## Tillidshverv og hæder
Vagn Lundsgaard Hansen var formand for "Raising Public Awareness of Mathematics"-komiteen udpeget af European Mathematical Society, 2000-2006. Han var inviteret foredragsholder ved International Congress of Mathematicians, Beijing 2002 og ved "10th International Congress on Mathematical Education", København 2004, og han holdt talen for prisvinderen Mikhael Gromov ved annonceringen af Abelprisen 2009 i Oslo. Han var præsident for juryen ved "19th European Union Contest for Young Scientists", Valencia, Spanien 2007. Siden 2010 har han været formand for juryen i Unge Forskere. Han er siden 1984 formand for Danmarks Naturvidenskabelige Akademi, blev indvalgt som medlem af European Academy of Sciences i 2004, og var formand for Dansk Matematisk Forening 2008-2012. Han var medlem af Statens Naturvidenskabelige Forskningsråd 1992-98, og fungerede i fire år som næstformand for rådet. I perioden 2003-2009 var han medlem af Udvalgene Vedrørende Videnskabelig Uredelighed.
Vagn Lundsgaard Hansen blev udnævnt til Ridder af Dannebrogordenen i 1993 og Ridder af 1. grad i 2010. I 2011 modtog han G.A. Hagemanns Guldmedalje ved Danmarks Tekniske Universitet for fortjenstfuld indsats for matematikken og ingeniørvidenskaberne. I 2012 blev han udnævnt til Fellow of the American Mathematical Society for fremragende bidrag til matematikken.